# یواس‌اس مارکوس (دی‌دی-۳۲۱)
یواس‌اس مارکوس (دی‌دی-۳۲۱) (به انگلیسی: USS Marcus (DD-321)) یک کشتی بود که طول آن ۹۵٫۸۳ متر (۳۱۴٫۴ فوت) بود. این کشتی در سال ۱۹۱۹ ساخته شد.